# Clubiona guianensis
Clubiona guianensis är en spindelart som beskrevs av Lodovico di Caporiacco 1947. Clubiona guianensis ingår i släktet Clubiona och familjen säckspindlar.
Artens utbredningsområde är Guyana. Inga underarter finns listade i Catalogue of Life.